# Vila urbană a lui M. Karcevski (Chișinău)
Vila urbană a lui M. Karcevski este o clădire amplasată pe str. Mălina Mare, 39 în Chișinău, Republica Moldova. Este un monument arhitectural de importanță națională inclus în Registrul monumentelor Republicii Moldova ocrotite de stat cu nr. 355 (municipiul Chișinău). Datează din 1897-1898.